# Kozackie oddziały wojskowe Wolny Kubań
Kozackie oddziały wojskowe "Wolny Kubań" (ros. Kазачьи части "Свободная Кубань") – ochotnicze oddziały zbrojne złożone z Kozaków kubańskich w służbie niemieckiej podczas II wojny światowej
Po zajęciu ziem kozackich na Kubaniu na pocz. września 1942 r., Niemcy rozpoczęli natychmiast formowanie ochotniczych oddziałów wojskowych złożonych z Kozaków kubańskich. W stanicy Krymskaja gen. Michaił M. Szapowałow, b. dowódca I Samodzielnego Korpusu Strzeleckiego Armii Czerwonej, który dobrowolnie przeszedł na niemiecką stronę frontu, rozpoczął tworzenie oddziałów kozackich pod nazwą "Wolny Kubań". W przyszłości miały one być zorganizowane w związek taktyczny. Do czasu odwrotu wojsk niemieckich z Kubania na pocz. 1943 r., co było spowodowane klęską w bitwie pod Stalingradem, udało się Niemcom zgrupować jedynie ok. 350-400 Kozaków, w tym wielu 16-17-letnich. Wprawdzie skierowano ich na tyły frontu, ale ostatecznie wzięli oni udział w ciężkich walkach z nacierającą Grupą Czarnomorską Wojsk Armii Czerwonej, w wyniku których prawie wszyscy zginęli.